# P3 Transfer-Fondas Team/2007
Deze pagina geeft een overzicht van de wielerploeg P3 Transfer-Fondas Team in 2007.

## Algemeen
Sponsor: P3 Transfer (opleidingsinstituut), Fondas
Team manager: Daan Luijkx
Ploegleiders: Cees de Brouwer, Piet van Est, Frits Schür
Fietsmerk: Gazelle

## Renners
| Naam                | Geboortedatum | Nationaliteit | Ploeg 2006         |
| ------------------- | ------------- | ------------- | ------------------ |
| Peter van Agtmaal   | 25-01-1982    | Nederland     |                    |
| Mike Alloo          | 12-08-1985    | Nederland     |                    |
| Luc Hagenaars       | 27-07-1987    | Nederland     |                    |
| Reinier Honig       | 28-10-1983    | Nederland     |                    |
| Savié van Horik     | 26-04-1988    | Nederland     | Neo                |
| Gideon de Jong      | 13-10-1984    | Nederland     | ProComm-Van Hemert |
| Ben van der Kooi    | 15-11-1986    | Nederland     | Neo                |
| Maarten Mandemakers | 20-03-1985    | Nederland     |                    |
| Wouter Mol          | 17-04-1982    | Nederland     |                    |
| Bram van Oosterhout | 27-04-1985    | Nederland     | Neo                |
| Wout Poels          | 01-10-1987    | Nederland     |                    |
| Norbert Poels       | 12-04-1983    | Nederland     |                    |
| Mihkel Reile        | 20-03-1985    | Estland       | Stagiair           |
| Ger Soepenberg      | 01-05-1983    | Nederland     |                    |
| Timothy Vangheel    | 26-08-1986    | België        | Neo                |
| Eelke van der Wal   | 15-01-1981    | Nederland     |                    |

## Belangrijke overwinningen
| Ronde van Siam 1e etappe: Ger Soepenberg 6e etappe: Ger Soepenberg Dorpenomloop Rucphen Winnaar: Reinier Honig Grote 1 Mei-Prijs Winnaar: Wouter Mol Ronde van León 3e etappe: Ger Soepenberg GP Chantal Biya 1e etappe: Peter van Agtmaal Eindklassement: Peter van Agtmaal |

2005 · 
2006 · 
2007 · 
2008 · 
2009 · 
2010 · 
2011 · 
2012 · 
2013